# Romantic Paradise
Romantic Paradise é um álbum ao vivo do maestro André Rieu, lançado em 2003.